# 도미도코로 유
도미도코로 유(일본어: 富所 悠, 1990년 4월 21일 ~ )는 일본의 축구 선수이다. 현재 J3리그의 FC 류큐에서 뛰고 있다.

## 구단 경력
그는 2009년부터 J리그의 도쿄 베르디, FC 류큐에서 뛰었다.